# John Mackey (Footballspieler)
John Kevin Mackey (* 24. September 1941 in New York City; † 6. Juli 2011 in Baltimore, Maryland) war ein US-amerikanischer American-Football-Spieler. Er spielte als Tight End in der National Football League (NFL) bei den Baltimore Colts und den San Diego Chargers.

## Jugend
John Mackey wurde 1941 als eines von sechs Kindern eines Pastors in New York City geboren. Er wuchs in der Gemeinde Roosevelt im Nassau County auf und besuchte in Hempstead die High School. Bereits auf der Schule machte er als hervorragender Athlet auf sich aufmerksam und wurde mit dem "Thorp Award" als bester Footballspieler des Landkreises ausgezeichnet. Nach seinem Schulabschluss im Jahr 1959 studierte er ab 1960 an der Syracuse University.

## Spielerlaufbahn

### Collegekarriere
John Mackey studierte von 1960 bis 1963 Geschichte und Politikwissenschaften an der Syracuse University. Er schloss dieses Studium als Bachelor ab. Von 1960 bis 1962 spielte er bei den "Syracuse Orange", dem Footballteam seines Colleges, zusammen mit Ernie Davis als Halfback Football. Davis war auf dem Campus des Colleges auch sein Zimmernachbar. Im Jahr 1961 wurde er vom Trainer der Orange Ben Schwartzwalder als Tight End aufgestellt. Ein Jahr später spielte er mit seiner Mannschaft im Liberty Bowl gegen die Mannschaft der University of Miami. Das Spiel endete mit einem 15:14-Sieg für seine Mannschaft. Seine Collegemannschaft zeichnete ihn in allen drei Studienjahren für seine sportlichen Leistungen aus.

### Profikarriere
Mackey wurde 1963 von den durch Don Shula trainierten Baltimore Colts in der zweiten Runde an 19. Stelle gedraftet. Die Colts verfügten damals mit Johnny Unitas über einen der besten Quarterbacks der NFL Geschichte. Die Position des Tight Ends war zum Beginn der Karriere von Mackey wenig entwickelt. Mit der Etablierung von Mackey im Team der Colts und in der NFL sollte sich das ändern. Im Jahr 1965 erzielte er mit Passfängen einen Raumgewinn von 814 Yards und war damit der statistisch zweitbeste Passempfänger des Teams. Im folgenden Jahr fing er 50 Pässe für einen Raumgewinn von 829 Yards. Neun dieser Bälle konnte er zu Touchdowns verwerten. Damit lag er an der Spitze der teaminternen Mannschaftswertung. 1968 konnten die Colts in der regular Season 13 von 14 Spielen gewinnen und in die Play-offs einziehen. Dort traf die Mannschaft zunächst auf die Minnesota Vikings. Beim 24:14-Sieg seiner Mannschaft über die Vikings konnte Mackey einen Touchdown erzielen. Im NFL-Meisterschaftsspiel traf die Mannschaft von Mackey auf die Cleveland Browns, die bei ihrer 34:0-Niederlage ohne Chance blieben. Der Sieg bedeutete die Qualifikation für das "AFL-NFL Championship Game", welches später in Super Bowl III umbenannt wurde. Dort trafen die Colts auf die von Weeb Ewbank betreuten New York Jets, deren charismatischer Quarterback Joe Namath vor dem Spiel einen Sieg seiner Mannschaft garantiert hatte. Er ließ seiner Ankündigung Taten folgen. Obwohl die Colts für den Sieg favorisiert waren und Mackey drei Passfänge mit einem Raumgewinn von 35 Yards gelangen, behielten die Jets mit 16:7 die Oberhand.
Im Jahr 1970 hatte Don McCafferty das Traineramt bei den Colts übernommen. Er führte die Mannschaft in den zweiten Super Bowl. Nachdem in der regular Season elf von 14 Spielen gewonnen werden konnten, traf die Mannschaft aus Baltimore zunächst auf die von Paul Brown trainierten Cincinnati Bengals, die mit 17:0 besiegt wurden. Die Kontrahenten im AFC Championship Game waren die Oakland Raiders. Das Team von John Madden musste dabei eine 27:17-Niederlage hinnehmen. Im Super Bowl V zeigte Mackey dann eine ausgezeichnete Leistung. Die Dallas Cowboys konnten schnell mit 6:0 in Führung gehen. Erst im zweiten Spielviertel gelang Mackey ein Touchdown zum Ausgleich. Er hatte einen Pass von Unitas gefangen und den Ball über eine Strecke von 75 Yards in die Endzone der Cowboys getragen. Mackey fing im Spiel noch einen zweiten Pass und nach 60 Spielminuten verließen die von Tom Landry betreuten Cowboys mit einer 16:13-Niederlage das Spielfeld.
Mackey spielte noch ein weiteres Jahr in Baltimore. Eine Titelverteidigung gelang seiner Mannschaft nicht. 1971 scheiterten die Colts im AFC Championship Game an den Miami Dolphins mit 21:0. Nach einem weiteren erfolglosen Spieljahr bei den San Diego Chargers beendete John Mackey nach der Saison 1972 seine Laufbahn.

## Abseits des Spielfelds
Mackey war von 1969 bis 1973 Vorsitzender der Spielergewerkschaft "National Football League Players Association" (NFLPA). Sein Engagement war auf einen Vertragsstreit aus dem Jahr 1968 zurückzuführen. Im Laufe der nächsten Jahre konnten die Spieler unter seiner Führung und der weiterer ehemaliger Spieler, wie Gene Upshaw, erreichen, dass auch sie vom wirtschaftlichen Erfolg der NFL profitierten. Regeln der NFL, die die Spieler weitestgehend entrechteten, wurden nach und nach außer Kraft gesetzt.
John Mackey litt zuletzt unter der Pick-Krankheit. Er war ein Pflegefall und lebte in einem Pflegeheim. Die Kosten für seine Versorgung wurden durch die NFL und die Spielergewerkschaft bestritten. Er starb 69-jährig am 6. Juli 2011 an den Folgen seiner Krankheit. Sein Leichnam wurde feuerbestattet.

## Ehrungen
Mackey spielte fünfmal im Pro Bowl, dem Abschlussspiel der besten Spieler einer Saison. Er wurde dreimal zum All-Pro gewählt. Die University of Syracuse hat seine Trikotnummer gesperrt. John Mackey ist Mitglied im NFL 1960s All-Decade Team, in der Pro Football Hall of Fame und in der Nassau County Sports Hall of Fame. Er wird auf dem Baltimore Ravens Ring of Honor geehrt.